# Institut naval des États-Unis
L'Institut naval des États-Unis (United States Naval Institute, USNI), basé à Annapolis (Maryland), est une association militaire professionnelle privée à but non lucratif qui cherche à offrir des forums indépendants et non partisans pour débattre des questions de défense et de sécurité nationales. En plus de publier des magazines et des livres, l'Institut naval organise plusieurs conférences annuelles.

## Membres notables
Les membres notables actuels et anciens de l'institut comprennent :
- Thomas Edison, inventeur et homme d'affaires[1]
- William Halsey Jr., fleet admiral
- John Lehman, secrétaire à la Marine des États-Unis
- John Archer Lejeune, lieutenant général du Corps des Marines
- Alfred Mahan, officier de marine, historien et stratège naval
- Chester Nimitz, fleet admiral[1]
- Colin Powell, général et homme politique américain
- Theodore Roosevelt, 26e président des États-Unis[1].